# Cyphon robusticorne
Cyphon robusticorne es una especie de coleóptero de la familia Scirtidae.

## Distribución geográfica
Habita en Argentina.